# Phenyltriflimid
Phenyltriflimid (auch N,N-Bis(trifluormethylsulfonyl)anilin oder McMurry-Reagenz) ist ein Imid, das sich von Trifluormethansulfonsäure und Anilin ableitet. Es wird als Reagenz zur Übertragung von Triflylgruppen verwendet.

## Herstellung
Phenyltriflimid kann durch Reaktion von Anilin mit Trifluormethansulfonsäureanhydrid und Triethylamin in Dichlormethan bei −78 °C gewonnen werden.

## Eigenschaften
Phenyltriflimid kristallisiert im orthorhombischen Kristallsystem in der Raumgruppe Fdd2 (Raumgruppen-Nr. 43) mit den Gitterparametern a = 24,871 Å; b = 5,6208 Å und c = 18,2216 Å sowie 8 Formeleinheiten pro Elementarzelle.

## Reaktionen
Phenyltriflimid ist ein Reagenz zur Einführung von Triflylgruppen in andere Moleküle. Im Vergleich zu Trifluormethansulfonsäureanhydrid ist es weniger reaktiv und damit selektiver. Es kann beispielsweise Phenol zu Phenyltriflat umsetzen. Ebenso kann es auf bestimmte Amine selektiv eine Triflylgruppe übertragen, beispielsweise Anilin, Benzylamin oder Piperidin, während es mit N-Methylanilin oder N-Ethylanilin nicht reagiert. Mit Carboxylat-Ionen bildet es gemischte Anhydride.
Durch Reaktion von Phenyltriflimid mit bestimmten Organolithiumverbindungen sind Sulfone mit einer Trifluormethylgruppe (“Triflone”) zugänglich. So ergibt die Reaktion mit Ethyllithium das Ethyltrifluormethylsulfon, die mit n-Butyllithium das Butyltrifluormethylsulfon. Auch sec-Butyllithium reagiert analog. Dagegen funktioniert die Reaktion nicht mit Methyllithium, tert-Butyllithium, Phenyllithium oder weniger reaktiven Organometallverbindungen wie Grignard-Verbindungen.
Phenyltriflimid kann als Katalysator außerdem verwendet werden, um in einer photochemischen radikalischen Reaktion bromierte Aromaten zu carboxylieren. Als zusätzliche Katalysatoren kommen Nickel(II)-bromid mit 5,5’-Di-tert-butyl-2,2’-bipyridin als Ligand sowie 2,4,5,6-Tetrakis(carbazol-9-yl)isopthalinitril zum Einsatz. Die Reaktion wird in Dioxan und Dimethylsulfoxid (1:1) als Lösungsmittel durchgeführt und Natriumformiat dient als Quelle für Carboxylgruppen.